# Gia Sissaouri
Guivi „Gia” Sissaouri (ur. 15 kwietnia 1971) – kanadyjski zapaśnik gruzińskiego pochodzenia. Walczył w stylu wolnym w kategorii 57–62 kg. Trzykrotny olimpijczyk. Srebrny medalista z Atlanty 1996, trzynasty w Sydney 2000 i szósty w Atenach 2004.
Siedmiokrotny uczestnik mistrzostw świata, czterokrotny medalista, złoto w 2001. Pierwszy w Pucharze Świata w 2002; drugi w 1993; trzeci w 1997. Zdobył złoty medal na igrzyskach panamerykańskich w 1999 i srebrny w 2003. Dwa medale na mistrzostwach panamerykańskich, złoto w 2008. Zwyciężył na Igrzyskach Wspólnoty Narodów w 2002 i igrzyskach frankofońskich w 1994 roku.